# Brother Love
Pour plus de détails, voir Fiche technique et Distribution.
Brother Love est un film muet américain réalisé par Wallace Reid et sorti en 1913.

## Synopsis
Jimmy Mason est aveugle et vit avec son frère dans leur cabane au cœur des montagnes. Jimmy voudrait découvrir les merveilles de la vie et, quand un spécialiste réputé s'arrête au village, il prend en pitié le jeune homme et promet de tout faire pour lui rendre la vue…

## Fiche technique
- Titre : Brother Love
- Réalisation : Wallace Reid
- Scénario :
- Photographie :
- Montage :
- Producteur :
- Société de production : American Film Manufacturing Company
- Société de distribution : Mutual Film
- Pays d'origine :  États-Unis
- Langue : film muet avec les intertitres en anglais
- Format : Noir et blanc — 35 mm — 1,33:1 — Muet
- Genre : Film dramatique
- Durée : 10 minutes
- Dates de sortie : 
  -  États-Unis : 13 mars 1913

## Distribution
- Eugene Pallette : Jimmy Mason
- Edward Coxen : David Mason
- Lillian Christy : la fille de la ville
- Chester Withey : le docteur Chesterton